# Clavularia marioni
Clavularia marioni is een zachte koraalsoort uit de familie Clavulariidae. De koraalsoort komt uit het geslacht Clavularia. Clavularia marioni werd in 1891 voor het eerst wetenschappelijk beschreven door Von Koch. 